# Minh Thu
Minh Thu (sinh năm 1961) có tên đầy đủ là Nguyễn Thị Minh Thu là nữ diễn viên chèo người Việt Nam

## Tiểu sử
Minh Thu sinh ra trong gia đình có truyền thống về Chèo khi cả bố và mẹ đều là người gốc Bắc Ninh, bố của bà là Nghệ sĩ nhân dân (NSND) Mạnh Tuấn. Bà là con gái lớn trong gia đình có 7 anh/chị em, bà bắt đầu theo mẹ đi diễn chèo từ năm 14 tuổi và theo học 4 năm tại Nhà hát Chèo Việt Nam (1973 – 1977). Vai diễn đầu tiên của bà tại Nhà hát là Bà Trương Ba trong Hồn Trương Ba, da hàng thịt và vai Bà mẹ trong Nỗi đau tình mẹ.
Năm 2011, Minh Thu bị loại khỏi danh sách xét tặng danh diệu Nghệ sĩ nhân dân khi thiếu hai phiếu bàu, trong khi chỉ có 6 trong số 12 người bầu chọn cho bà, Minh Thu cho biết người duy nhất trong số các đại diện của ngành chèo không bỏ phiếu cho bà là đạo diễn NSND Bùi Đắc Sừ. Sau đó, Báo điện tử Người Đưa Tin còn đăng bài trích dẫn lời tố cáo Minh Thu về việc ông Bùi Đắc Sừ tham ô công quỹ khi còn làm Trưởng đoàn ở Nhà hát Chèo Việt Nam. Ông Bùi Đắc Sừ cũng cho biết sẽ làm đơn kiện lại Minh Thu. Sau khi một số cựu lãnh đạo và thành viên Cục Nghệ thuật Biểu diễn xác nhận không có việc tham ô trên, Báo điện tử Người Đưa Tin đã có lời xin lỗi ông và độc giả. Tính đến thời điểm này, Minh Thu đã có 20 vai diễn, có 6 giải thưởng là Huy chương Vàng hoặc tương đương, với 1 bằng khen loại A1 năm 1981 bà được đặc cách tăng 3 bậc lương. Theo quy chế xét tặng lúc bấy giờ là 2 Huy chương Vàng, Minh Thu đã thừa tiêu chuẩn đạt danh hiệu Nghệ sĩ nhân dân. Nhưng bà chưa đạt được tiêu chí phụ khi chỉ giành được 1 Huy chương Bạc kể từ khi nhận danh hiệu Nghệ sĩ ưu tú.
Minh Thu được phong tặng danh diệu Nghệ sĩ nhân dân năm 2019.

## Đời tư
Minh Thu từng có một đời chồng và có một con gái trước khi kết hôn lần hai với nghệ sĩ Quốc Anh dù bị hai phía gia đình phản đối.  Quốc Anh và Minh Thu đã ly hôn vào năm 2003, sau 15 năm chung sống và không có con cái.

## Vai diễn
- bà Đền trong "Bắc Lệ Đền thiêng" [13]
- Thị Kính trong "Quan âm Thị Kính"[12]
- Kim Liên trong "Hồ Xuân Hương"[12]
- Hoàng hậu trong "Nàng chúa Ba"[13]
- mẹ Nhiên trong "Nỗi đau tình mẹ" [12]
- Bà Trương Ba trong "Hồn Trương Ba, da hàng thịt"[13]
- Thơm trong "Quên lời thề xưa"[13]
- Cô gái trong "Cô gái và anh đô vật"[13]
- Vũ Thị trong "Mảnh gương nhân sự"[13]